# Idioma kamayo
El kamayo (kinamayo o también escrito camayo), conocido como kadi, kinadi o mandaya, es una lengua austronesia menor de la costa central oriental de Mindanao, en Filipinas.

## Distribución
Hablado en algunas zonas de Surigao del Sur (la ciudad de Bislig y los municipios de Barobo, Hinatuan, Lingig, Tagbina, Lianga, San Agustín y Marihatag) y Dávao Oriental, el kamayo varía de un municipio a otro. Los habitantes de Lingig hablan la lengua kamayo de forma muy diferente a otros municipios. El kamayo también se habla en las zonas fronterizas de la provincia de Agusan del Sur y en la provincia de Dávao Oriental, entre Lingig y Boston.

### Dialectos
El kamayo es una lengua muy utilizada por los mandayas en las zonas de Dávao Oriental. Está estrechamente relacionado con el tandaganaón y el surigaense. Las variaciones dialectales se deben a comunicaciones dialectales mixtas, como el cebuano de los barangays Mangagoy y Bislig. En las localidades de Barobo, Hinatuan y Lingig se habla una versión distinta. Se suele añadir un sufijo a la mayoría de los adjetivos en forma superlativa; por ejemplo, la palabra gamay en cebuano ('pequeño') es gamayay, mientras que la palabra dako ('grande') se pronuncia como dako-ay en bislig.
Los dialectos kamayo pueden clasificarse en kamayo del norte y kamayo del sur.

## Vocabulario

### Frases comunes
| Kamayo       | Tagalog | Español  |
| ------------ | ------- | -------- |
| Adi / Ngani  | Dito    | Aquí     |
| Ngadto       | Doon    | Allá     |
| Ampan / Wara | Wala    | Nada     |
| Aron         | Meron   | Hay      |
| Basi / Basin | Baka    | Tal vez  |
| Butang       | Lagay   | Poner    |
| Hain         | Saan    | Donde    |
| Idtu         | Ayon    | Eso      |
| Inday        | Ewan    | No lo sé |
| Ini / Ngini  | Ito     | Esto     |
| Itun         | Ayan    | Eso es   |
| Kamang       | Kuha    | Coger    |
| Kinu         | Kailan  | Cuándo   |
| Madayaw      | Mabuti  | Bueno    |
| Maraat       | Pangit  | Feo      |
| Nanga sa     | Bakit   | Por qué  |
| Unaan / Naan | Ano     | Qué      |
| Pila         | Magkano | Cuánto   |
| Sinu / Sin-u | Sino    | Quién    |
| Tagi         | Bigay   | Dar      |
| Unuhon       | Paano   | Cómo     |
| Wara         | Wala    | Ninguno  |
| Isu          | Bata    | Niño     |
| hinuod       | Matanda | Viejo    |
| Irong        | Ilong   | Nariz    |
| Huo          | Oo      | Sí       |
| Diri         | Hindi   | No       |
| Bayho        | Mukha   | Rostro   |
| Alima        | Kamay   | Mano     |
| Siki         | Paa     | Pie      |
| Paa          | Hita    | Muslo    |
| Pasu-ay      | Mainit  | Caliente |